# Julius Echter von Mespelbrunn

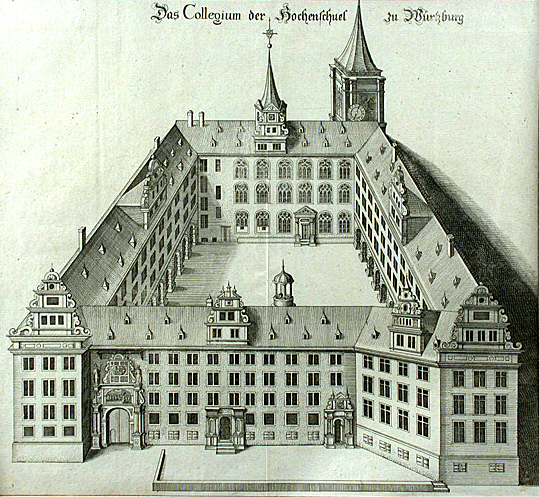
A Julius Echter von Mespelbrunn által alapított Würzburgi egyetem egy metszeten

Julius Echter von Mespelbrunn (Mespelbrunn, 1545. március 18. – Würzburg, Marienbergi erőd, 1617. szeptember 13.) 1573 december 4-től haláláig würzburgi püspök és frank herceg. Nagy építőnek és reformernek tartották. Az ellenreformáció fontos képviselője. Uralkodása alatt felerősödtek a boszorkányüldözések. Az Echter család legkiemelkedőbb tagja volt, aki Würzburgban máig működő kórházat és egyetemet alapított.

## Életrajza

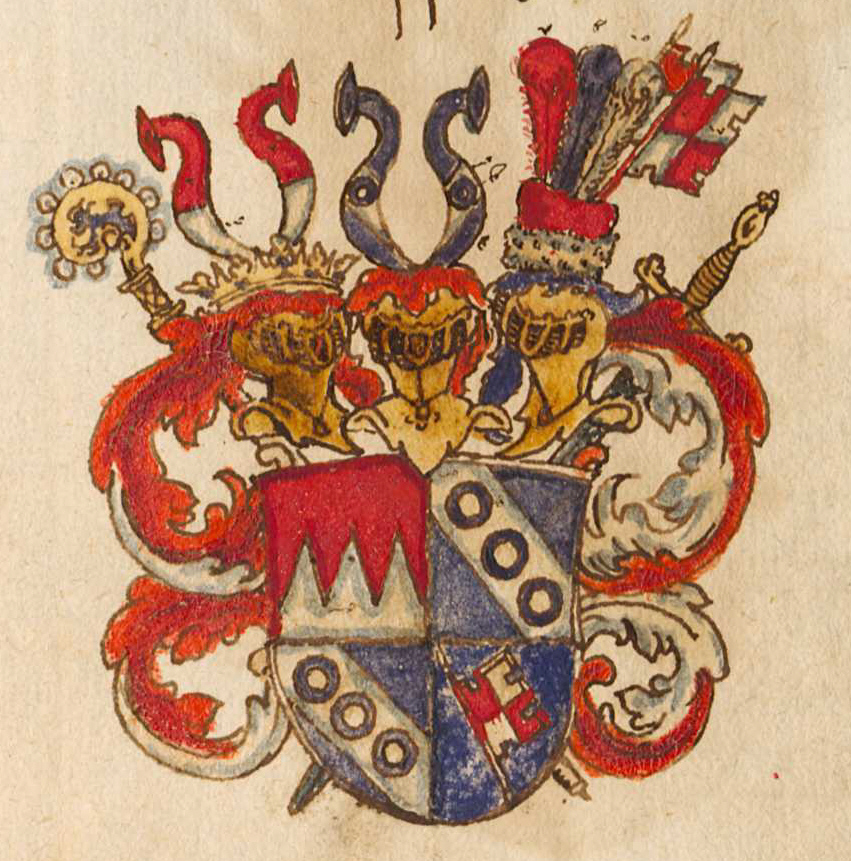
Az Echter család címere

Julius Echter III. Péter Echter von Mespelbrunn második fia volt (* 1520, † 21 január 1576 Mainz)
Gyermekkorát a Mespelbrunn-kastélyban töltötte.
Tanulmányait 1559-ben Mainzban, majd a kölni Jezsuita Gimnáziumban folytatta. Ezt követte 1561-ben tanulmánya a Leuveni, 1563-ban a Douai egyetemen, majd Párizsban, Angersben és Paviában végezte tanulmányait. 
1573-ban a Würzburgi hercegség püspökének választották meg. Julius Echter fő képviselője volt az ellenreformációnak a Würzburgi püspökség területén. Ő volt az alapítója a Würzburgi Egyetemnek 1582-ben, és  1579-ben a Juliusspitalnak, a szegények és árvák kórházának, valamint a Fortress Marienberg bírósági könyvtárának.
Számos templomot (az ismert Echter tornyok) és iskolát építtetett, szigorú takarékossági programmal párosuló közigazgatási reformot vezetett be.
Julius Echter alatt érték el a Würzburgi boszorkányperek is első csúcspontjukat.
Würzburgban halt meg, 1617. szeptember 13-án, sírja a Würzburgi székesegyházban található.

## Galéria

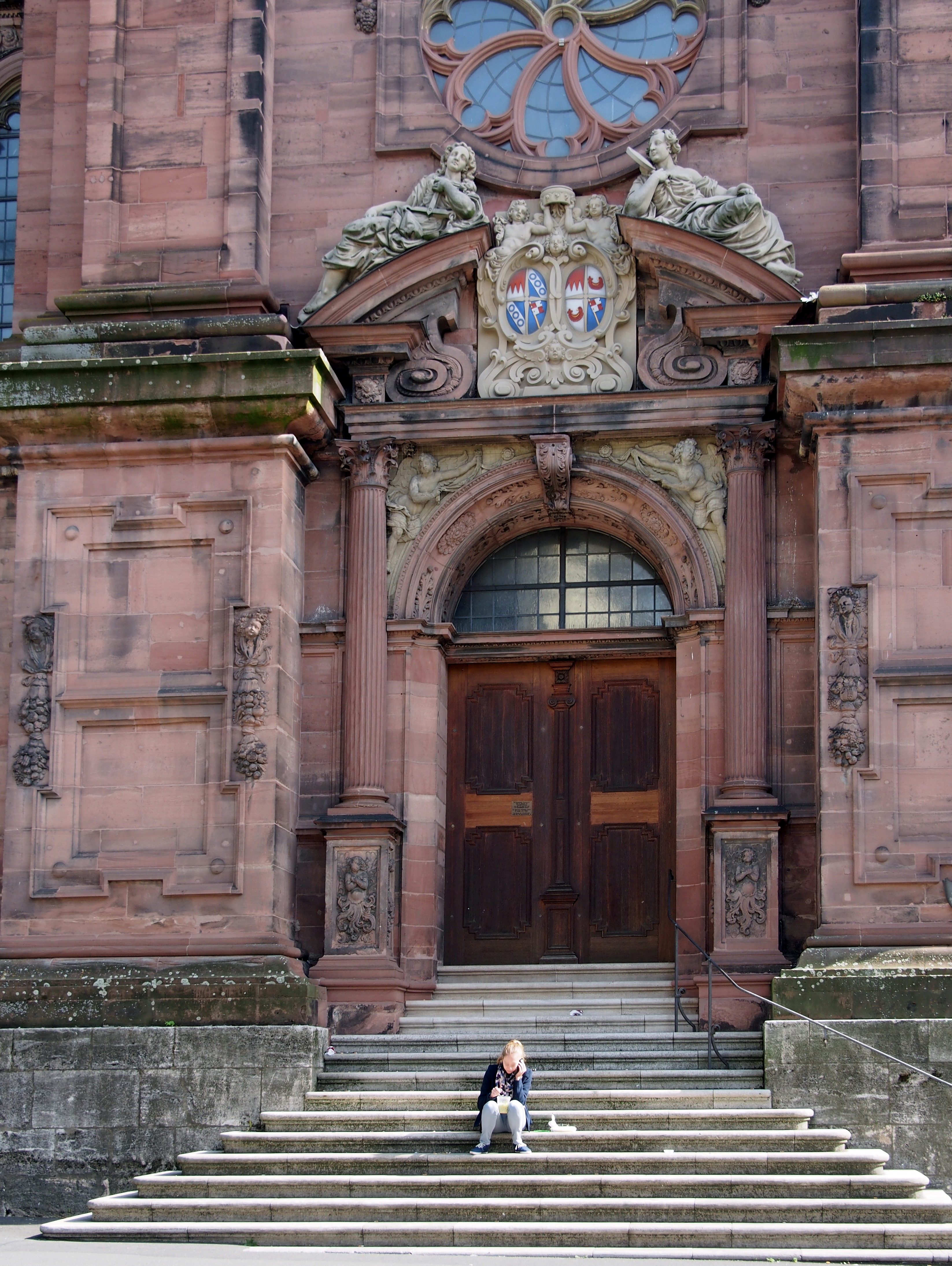
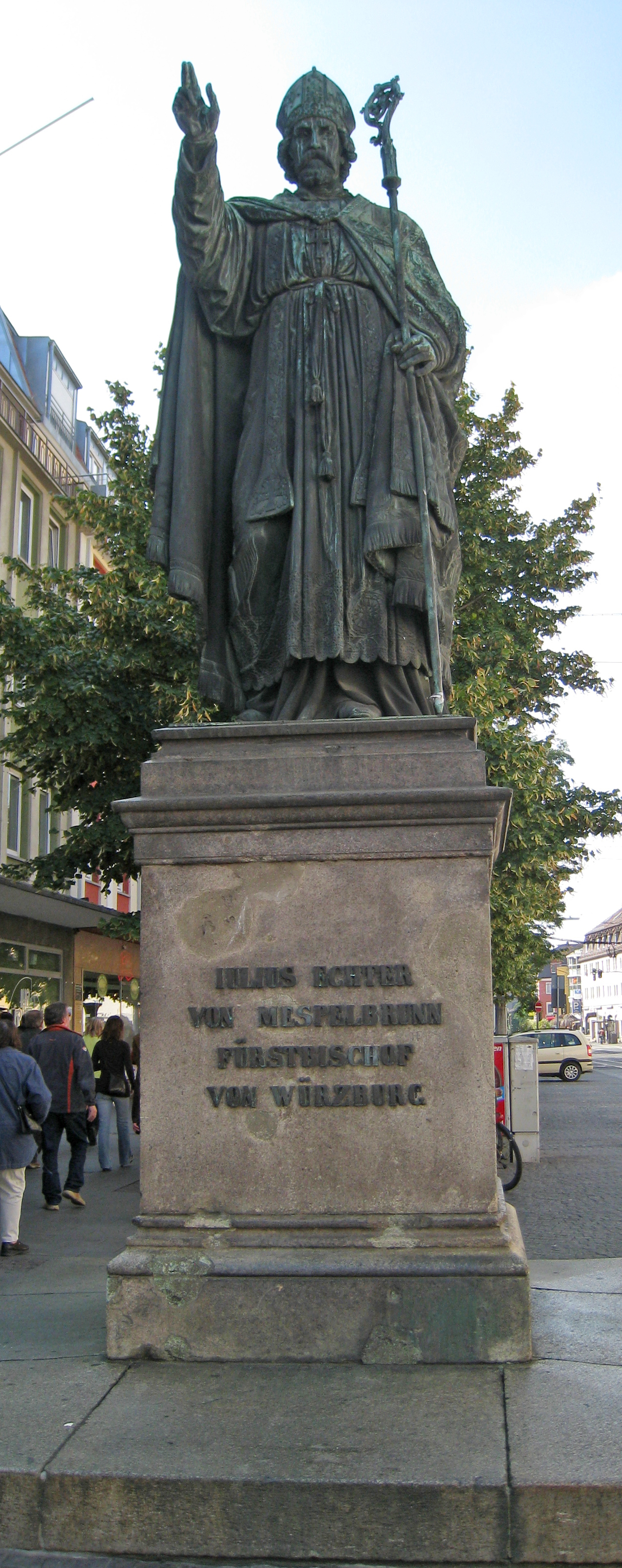
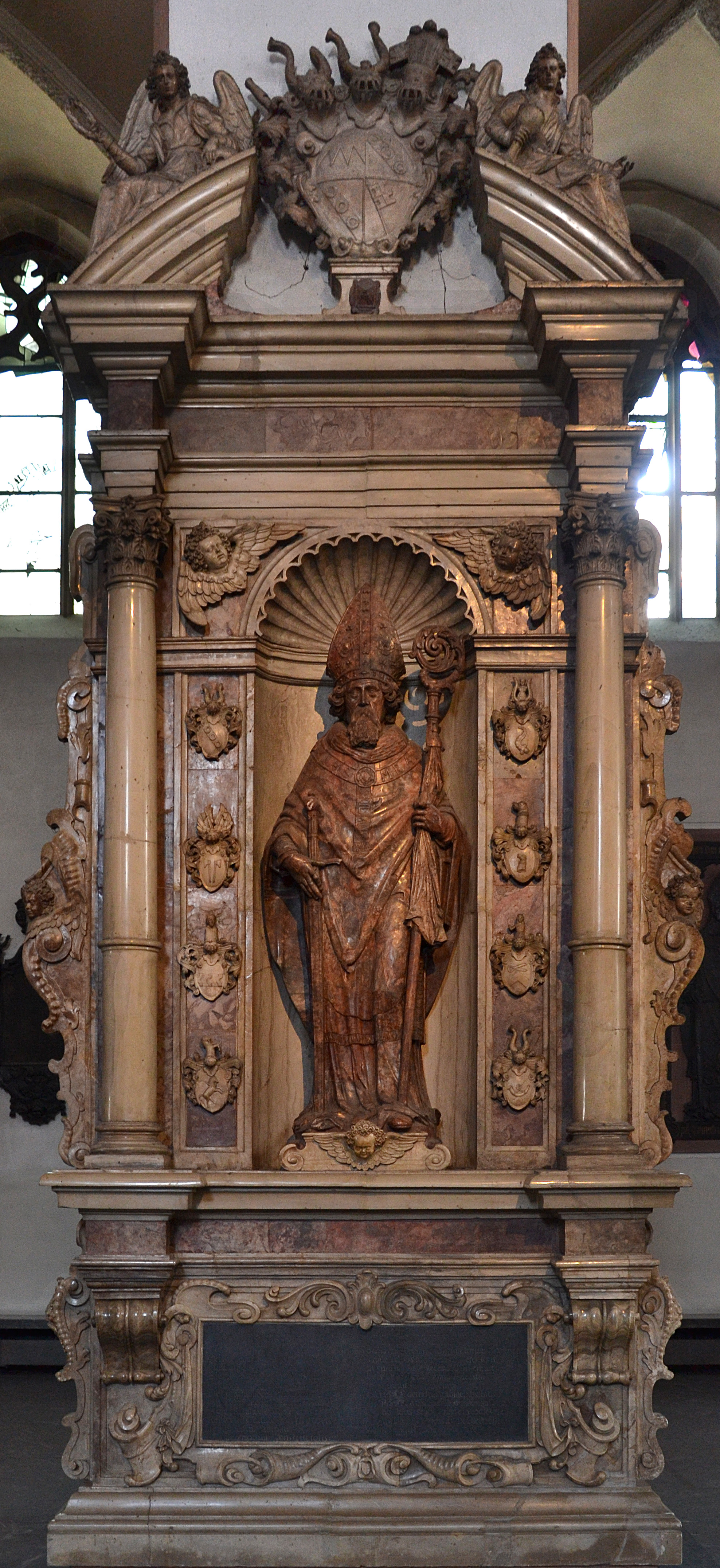
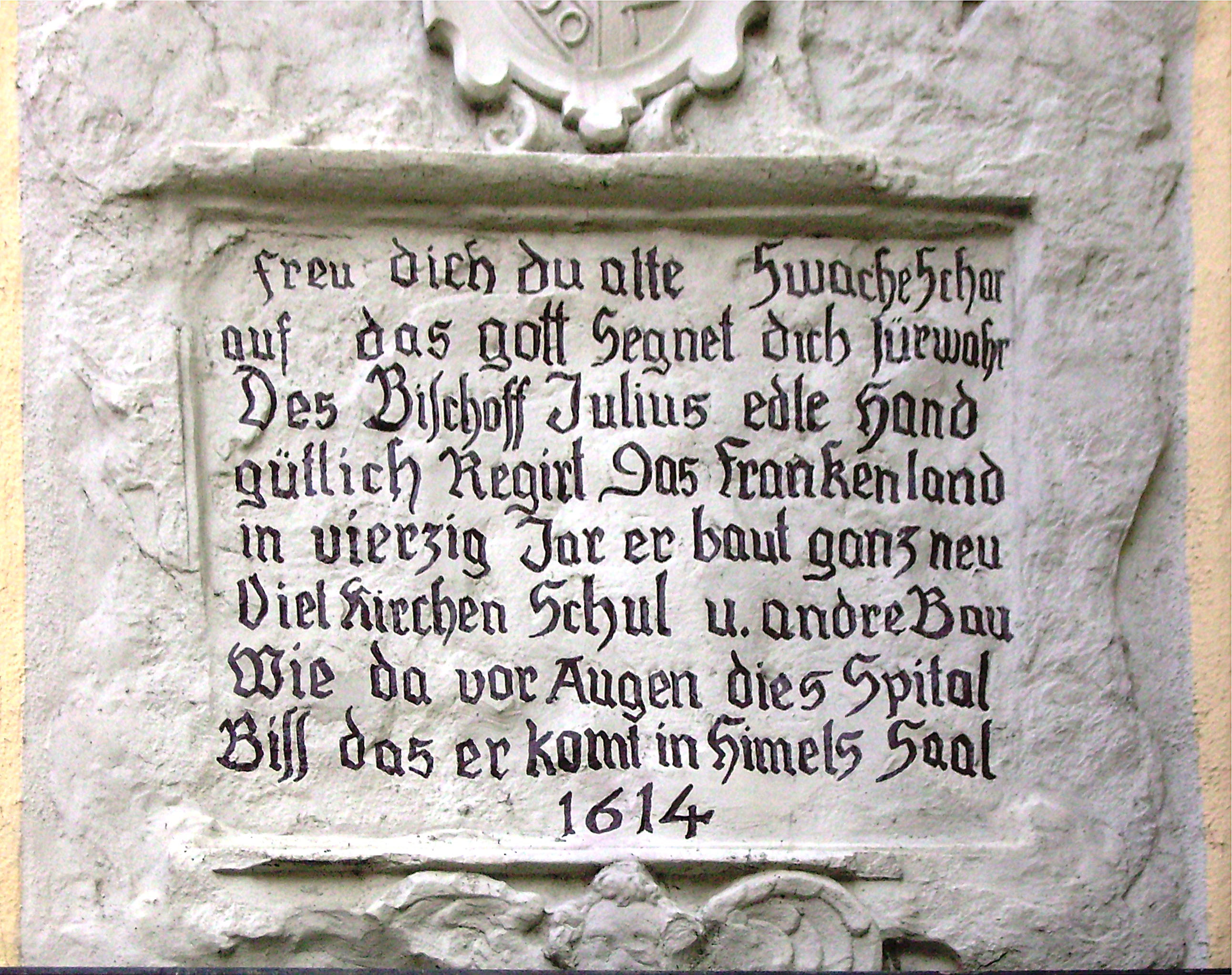